# Murlin
Murlin é uma comuna francesa na região administrativa de Borgonha-Franco-Condado, no departamento Nièvre. Estende-se por uma área de 15,67 km². Em 2010 a comuna tinha 81 habitantes (densidade: 5,2 hab./km²).